# Amnon Wolman
Amnon Wolman (hebräisch אמנון וולמן; * 20. April 1955 in Jerusalem) ist ein israelischer Komponist.
Amnon Wolman ist ein Sohn des Mediziners Moshe Wolman (1914–2009). Der Filmregisseur Dan Wolman (* 1941) ist sein Bruder. Nach dem Militärdienst 1973–1976 arbeitete Wolman beim Fernsehen und begann dann ein Musikstudium an der Universität Tel Aviv. 1982 setzte er seine Ausbildung am Institut für Sonologie des Königlichen Konservatoriums Den Haag fort, 1983–84 studierte er Komposition und Computermusik an der Stanford University bei John Chowning und Leland Smith.
Ab 1989 unterrichtete Wolman an der Northwestern University in Chicago und leitete dort das Studio für Computermusik. 1990 nahm er mit seiner ersten elektroakustischen Komposition Man-Bridge an der Veranstaltung New Music America in Montreal teil. 1993 wurde Don Giovanni Revisited in Chicago uraufgeführt. Die Produktion tourte durch die USA und wurde auch in Israel aufgeführt. 1994 entstand das elfstündige Werk Andy Warhol's Diaries, das unter Einbeziehung von Eingaben aus dem Internet aufgeführt wurde.
Wolman hatte Lehraufträge als Professor für Komposition u. a. am Center for Computer Music des Brooklyn College, am Graduate Center der  City University of New York, an der Stanford University, an der University of California, Berkeley, und an der Universität Tel Aviv. Seit 2006 lebt er wieder in Israel und leitet dort das Ensemble Musica Nova in Tel Aviv. 2007 wurde er Direktor der Schule für Musikerziehung des Levinsky College. 2012 war er Gastprofessor an der Harvard University, derzeit lehrt er als Professor an der Jerusalem Academy of Music and Dance. Neben elektroakustischen Werken komponierte Wolman auch Film- und Ballettmusiken und schuf Klanginstallationen.